# Liste d'espèces de reptiles décrites entre 1996 et 2000
De nouvelles espèces vivantes sont régulièrement définies chaque année.
L'apparition d'une nouvelle espèce dans la nomenclature peut se faire de trois manières principales :
- découverte dans la nature d'une espèce totalement différente de ce qui est connu jusqu'alors,
- nouvelle interprétation d'une espèce connue qui s'avère en réalité être composée de plusieurs espèces proches mais bien distinctes. Ce mode d'apparition d'espèce est en augmentation depuis qu'il est possible d'analyser très finement le génome par des méthodes d'étude et de comparaison des ADN, ces méthodes aboutissant par ailleurs à des remaniements de la classification par une meilleure compréhension de la parenté des taxons (phylogénie). Pour ce type de création de nouvelles espèces, deux circonstances sont possibles : soit une sous-espèce déjà définie est élevée au statut d'espèce, auquel cas le nom, l'auteur et la date sont conservés, soit il est nécessaire de donner un nouveau nom à une partie de la population de l'ancienne espèce,
- découverte d'une nouvelle espèce par l'étude plus approfondie des spécimens conservés dans les musées et les collections.

Ces trois circonstances ont en commun d'être soumises au problème du nombre de spécialistes mondiaux compétents capables de reconnaître le caractère nouveau d'un spécimen. C'est une des raisons pour lesquelles le nombre d'espèces nouvelles chaque année, dans une catégorie taxinomique donnée, est à peu près constant. 
Pour bien préciser le nom complet d'une espèce, le (ou les) auteur(s) de la description doivent être indiqués à la suite du nom scientifique, ainsi que l'année de parution dans la publication scientifique. Le nom donné dans la description initiale d'une espèce est appelé le basionyme. Ce nom peut être amené à changer par la suite pour différentes raisons.
Dans la mesure du possible, ce sont les noms actuellement valides qui sont indiqués, ainsi que les découvreurs, les pays d'origine et les publications dans lesquelles les descriptions ont été faites.

## 1996

### Espèces vivantes décrites en 1996

#### Lézards

##### Agamidés
- Bronchocela danieli Das, 1996

Agamidé découvert dans les îles Nicobar (Inde).

##### Gekkonidés
- Luperosaurus yasumai Ota, Sengoku & Hikida, 1996

##### Liolémidés
- Liolaemus thermarum Videla et Cei, 1996

Liolémidé découvert en Argentine

##### Scincidés
- Lygosoma carinatum, 1996

Scincidé découvert au Vietnam.

#### Serpents

##### Leptotyphlopidés
- Leptotyphlops borapeliotes, 1996
- Leptotyphlops drewesi, 1996
- Leptotyphlops macrops, 1996

##### Typhlopidés
- Typhlops fredparkeri Wallach, 1996

Serpent typhlopidé
- Typhlops mcdowelli Wallach, 1999

Serpent typhlopidé

### Nouvelles sous-espèces (1996)
- Emys orbicularis hispanica Fritz, Keller et Budde, 1996

Emydidé découvert en Espagne.
- Mauremys caspica ventrimaculata Wischuf et Fritz, 1996

Géoémydidé.
- Mauremys leprosa atlantica Schleich, 1996

Géoémydidé.
- Mauremys leprosa erhardi Schleich, 1996

Géoémydidé.
- Mauremys leprosa marokkensis Schleich, 1996

Géoémydidé.
- Mauremys leprosa saharica Schleich, 1996

Géoémydidé.
- Mauremys leprosa wernerkaestlei Schleich, 1996

Géoémydidé.
- Mauremys mutica kami Yasukawa, Ota et Iverson, 1996

Géoémydidé découvert aux Ryukyu (Japon).
- Iberolacerta cyreni castiliana (Arribas, 1996)

Lacertidé découvert dans la Sierra de Gredos en Espagne.

### Espèces fossiles (1996)

#### Crocodiliens
- Kambara implexidens Salisbury et Willis, 1996

Mékosuchidé découvert en Australie.
- Quinkana babarra Willis et Mackness, 1996

Mékosuchidé découvert en Australie.

#### Dinosaures
- Sinosauropteryx prima Ji (Q.) et Ji (S.), 1996

Dinosaure coeluridé.
- Ligabueino andesi Bonaparte, 1996

Dinosaure noasauridé découvert dans le Crétacé de Patagonie.
- Gasparinisaura cincosaltensis Coria et Salgado, 1996

Dinosaure découvert dans le crétacé d'Argentine.
- Deltadromeus agilis Sereno et al.

Dinosaure noasauridé découvert dans le Crétacé d'Afrique du sud.
- Angaturama limai Kellner et Campos, 1996

Spinosauridé.

#### Lézards
- Palaeoscincosaurus middletoni Sullivan et Lucas, 1996

Scincidé découvert dans le Paléocène du Colorado.

## 1997

### Espèces vivantes décrites en 1997

#### Lézards
- Varanus melinus Böhme et Ziegler, 1997

Varanidé.
- Gonydactylus paradoxus Darevesky et Szczerbak, 1997

Gekkonidé découvert au Vietnam.
- Calumma glawi  Avila Pires, 1997

Chamaeléonidé découvert à Madagascar.
- Paralipinia rara, 1997

Scincidé découvert au Vietnam.

#### Serpents

##### Leptotyphlopidés
- Leptotyphlops broadleyi, 1997

##### Élapidés
- Elapsoidea broadleyi, 1997

Découvert en Somalie.

##### Vipéridés
- Bitis rubida, 1997
- Trimeresurus karanshahi, 1997

#### Tortues
- Cyclemys atripons Iverson et McCord, 1997

Géoémydidé.
- Cyclemys pulchristriata, 1997

Géoémydidae découvert au Vietnam.

### Nouvelles sous-espèces (1997)
- Cyclemys atripons pulchristriata Fritz, Gaulke et Lehr, 1997

Géoémydidé.
- Mauremys caspica siebenrocki Wischuf et Fritz, in Fritz et Wischuf, 1997

Géoémydidé.

### Espèces fossiles (1997)

#### Crocodiliens
- Quinkana meboldi Willis, 1997

Mékosuchidé.

#### Dinosaures
- Gojirasaurus quayi Carpenter, 1997

Coelophysidé découvert au Nouveau Mexique (États-Unis).
- Tenontosaurus dossi Winkler, Murray et Jacob, 1997

Dinosaure tenontosauridé découvert dans le Crétacé d'Amérique du nord.

#### Ptérosaures
- Tupandactylus imperator (Campos & Kellner, 1997)

Tapéjaridé découvert au Brésil. Décrit initialement sous le nom de Tupejara imperator.

## 1998

### Espèces vivantes décrites en 1998

#### Lézards
- Varanus yuwonoi Harvey et Barker, 1998

Varanidé.
- Tupinambis cerradensis Colli, Pères et da Cunha, 1998

Téiidé découvert au Brésil.
- Bavayia exsuccida Bauer, Whitaker et Sadlier, 1998

Gekkonidé.
- Bavayia pulchella Bauer, Whitaker et Sadlier, 1998

Gekkonidé.
- Cnemaspis dringi Das et Bauer, 1998

Gekkonidé.
- Hemidactylus granchii Nussbaum & Raxworthy, 1998

Gecko
- Tarentola albertschwartzi Sprackland et Swinney, 1998

Gekkonidé découvert à la Jamaïque.

#### Serpents
- Opisthotropis daovantieni, 1998

Colubridé découvert au Vietnam.
- Pailsus pailsei Hoser, 1998

Élapidé découvert au Queensland.

#### Tortues
- Cuora picturata, 1998

Géoémydidé découvert au Vietnam.

### Nouvelles sous-espèces (1998)
- Emys orbicularis eiselti Fritz, Baran, Budak et Amthauer, 1998

Emydidé.
- Cuora amboinensis lineata McCord et Philippen, 1998

Geoemydidé découvert au Myanmar.
- Mauremys leprosa vanmeerhaeghei Bour et Maran, 1998

Géoémydidé.

### Espèces fossiles (1998)

#### Dinosaures
- Altirhinus kurzanovi Norman, 1998

Découvert en Mongolie.
- Scipionyx samniticus del Sasso et Signore, 1998

Dinosaure coeluridé découvert dans le Crétacé d'Italie.
- Nedcolbertia justinhoffmanii Kirkland et al., 1998

Dinosaure coelurosaure.
- Megaraptor namunhuaiquii Novas, 1998

Dinosaure carnosaure découvert en Argentine.

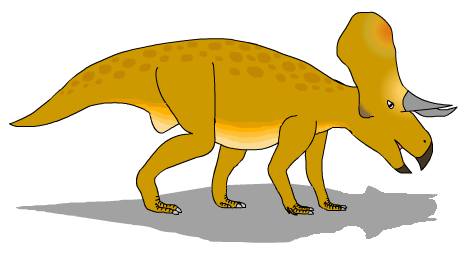
Zuniceratops christopheri

- Ilokelesia aguadagrandensis Coria et Salgado, 1998

Dinosaure découvert en 1991 dans le Crétacé d'Argentine. Le nom du genre provient du mapuche ilo ("viande") et kelesio ("lézard") ; l'épithète spécifique rappelle la localité où l'espèce a été découverte, Aguada Grande.
- Ozraptor subotaii Long et Molnar, 1998

Dinosaure abelisauroïde découvert dans le Jurassique d'Australie .
- Zuniceratops christopheri Wolfe et Kirkland, 1998

Cératopsidé découvert en 1996 au Nouveau-Mexique (États-Unis) par le jeune Christopher James Wolfe à qui l'épithète spécifique est dédiée.
- Gargoyleosaurus parkpinorum Carpenter, Miles et Cloward, 1998

Ankylosaure découvert dans le Jurassique du Wyoming.

#### Ptérosaures
- Normannognathus wellnhoferi Buffetaut, Lepage (J.-J.) et Lepage (G.), 1998

Germanodactylidé (?) découvert à Octeville-sur-Mer (Seine-Maritime, France), dans l'argile d'Ecqueville (Kimméridgien de Normandie) .

#### Tortues
- Santanachelys gaffneyi Hirayama, 1998

Protostégidé découvert dans la formation de Santana au Brésil.

#### Serpents
- Hoffstetterella brasiliensis Rage, 1998

Aniliidé découvert dans le Paléocène du Brésil.
- Madtsoia camposi Rage, 1998

Madtsoiidé découvert dans le Paléocène du Brésil.

## 1999

### Espèces vivantes décrites en 1999

#### Lézards
- Varanus cerambonensis Philipp, Böhme et Ziegler, 1999

Varanidé.
- Varanus caerulivirens Ziegler, Böhme et Philipp, 1999

Varanidé.
- Varanus auffenbergi Sprackland, 1999

Varanidé.
- Sigaloseps ruficauda Sadlier et Bauer, 1999

Scincidé découvert en Nouvelle-Calédonie.
Description initiale : Records of the Australian Museum 51 : 83-91
- Furcifer nicosiai Jesu, Mattioli et Schimenti, 1999

Chamaeléonidé découvert à Madagascar.
- Typhlops meszoelyi Wallach, 1999

Serpent typhlopidé découvert en Inde.
- Goniurosaurus araneus Grismer, Viets et Boyle, 1999

Gecko découvert au Vietnam
- Hemidactylus dracaenacolus Rössler et Wranik, 1999

Gecko découvert dans l'île de Socotra au Yémen.
- Pristurus obsti Rösler et Wranik, 1999

Gekkonidé découvert au Yémen.
- Pristurus samhaensis Rösler et Wranik, 1999

Gekkonidé découvert au Yémen.
- Acanthodactylus beershebensis Moravec, Baha el Din, Seligman, Sivan et Werner, 1999

Lacertidé découvert en Israël et dans les Territoires occupés.
- Acanthodactylus mechriguensis Nouira et Blanc, 1999

Lacertidé découvert en Tunisie, où il est endémique.
- Gallotia intermedia Barbadillo, Lacomba, Pêrez-Mellado, Sancho et Lopez-Jurado, 1999

Lacertidé Découvert à Téneriffe (Canaries) en 1996.

#### Serpents
- Typhlops meszoelyi Wallach, 1999

Typhlopidé découvert au Bengale occidental (Inde). L'épithète spécifique honore le Dr. Charles A. M. Meszoely, du Centre pour l'Étude de Vertébrés de la Northwestern University de Boston (Massachusetts) .
- Tropidophis spiritus Hedges et Garrido, 1999

Serpent tropidophiidé découvert à Cuba.
- Elapsoidea trapei Mane, 1999

Élapidé découvert au Sénégal.

### Espèces fossiles (1999)

#### Crocodiliens
- Mariliasuchus amarali Carvalho & Bertini, 1999

Comahuesuchidé découvert au Brésil. L'épithète spécifique honore le naturaliste brésilien Sérgio Estanislaw do Amaral.

#### Tortues
- Arabemys crassiscutata Tong, Buffetaut, Thomas, Roger, Halawani, Memesh et Lebret, 1999

Dermochelyidé découvert dans le Paléocène d'Arabie saoudite.

#### Dinosaures
- Achillobator giganteus Perle, Norell et Clark, 1999

Découvert en Mongolie.
- Agustinia ligabuei Bonaparte, 1999

Découvert en Patagonie.
- Guaibasaurus candelariensis Bonaparte, Ferigolo et Ribeiro, 1999[8]

Découvert dans le Trias supérieur du Brésil.
- Teyuwasu barbarenai Kischlat, 1999

Découvert dans le Trias du Brésil.
- Lurdusaurus arenatus Taquet et Russell, 1999

Dinosaure iguanodontidae découvert dans le Crétacé du Niger.
- Santanaraptor placidus Kellner, 1999

Dinosaure coelurosaure découvert au Brésil.
- Dinheirosaurus lourinhanensis Bonaparte et Mateus, 1999

Dinosaure diplodocidé découvert dans le Jurassique du Portugal.
- Animantarx ramaljonesi Carpenter, Kirkland, Burge et Bird, 1999

Nodosauridé.

#### Ptérosaures
- Dendrorhynchoides curvidentatus Ji, Ji & Padian, 1999

Anurognathidé découvert en Chine en 1995.

## 2000

### Espèces décrites en 2000

#### Lézards

##### Gekkonidés
- Luperosaurus iskandari Brown, Supriatna & Ota, 2000
- Phelsuma malamakibo Nussbaum, Raxworthy, Raselimanana et Ramanamanjato, 2000

Gekkonidé découvert à Madagascar.
- Cnemaspis assamensis Das et Sengupta, 2000

Gekkonidé découvert en Inde.
- Cyrtodactylus tiomanensis
- Bavayia robusta Wright, Bauer et Sadlier, 2000

Gekkonidé.
- Bavayia madjo Bauer, Jones et Sadlier, 2000

Gekkonidé découvert en Nouvelle-Calédonie.
- Bavayia geitaina Wright, Bauer et Sadlier, 2000

Gekkonidé découvert en Nouvelle-Calédonie .

##### Scincidés
- Marmorosphax montana Sadlier et Bauer, 2000

Scincidé découvert en Nouvelle-Calédonie.

#### Serpents

##### Boidés
- Morelia clastolepis Harvey, Barker, Ammerman et Chippindale, 2000

Boidé
- Morelia nauta Harvey, Barker, Ammerman et Chippindale, 2000

Boidé
- Morelia tracyae Harvey, Barker, Ammerman et Chippindale, 2000

Boidé

##### Élapidés
- Micrurus pachecogili Campbell, 2000

Élapidé découvert au Mexique.
- Naja mandalayensis Slowinski & Wüster, 2000

##### Vipéridés
- Triceratolepidophis sieversorum Ziegler, Herrmann, David, Orlov et Pauwels, 2000

Vipéridé découvert au Vietnam.

### Accession au statut d'espèce (2000)
- Morelia kinghorni

Source : Harvey, Barker, Ammerman et Chippindale, 2000

### Nouvelles sous-espèces (2000)
- Tiliqua gigas evanescens Shea, 2000
- Tiliqua rugosa palarra Shea, 2000
- Tiliqua scincoides chimaerea Shea, 2000

### Espèces fossiles(2000)

#### Diapsides
- Karamuru vorax Kischlat, 2000

Prestosuchidé.

#### Dinosaures
- Nqwebasaurus thwazi de Klerk et al., 2000

Dinosaure coeluridé découvert dans le Jurassique d'Afrique du sud.
- Jeholosaurus shangyuanensis Xu, Wang et You, 2000

Dinosaure découvert dans le crétacé de Chine.
- Fukuiraptor kitadaniensis Azuma et Currie, 2000

Dinosaure carnosaure découvert dans le Crétacé du Japon.
- Bambiraptor feinbergi Burnham et al., 2000

Dinosaure découvert en 1995 dans le Montana.
- Byronosaurus jaffei Norell, Makovicky et Clark, 2000

Dinosaure troodontidé découvert en 1993 dans le désert de Gobi, en Mongolie.

#### Ptérosaures
- Anhanguera cuvieri Unwin & al., 2000

Découvert au Brésil.
- Domeykodactylus ceciliae Martill & al., 2000

Dsungariptéridé découvert au Chili.

#### Tortues
- Hesperotestudo bermudae Maylan & Starrer, 2000

Testudinidé découvert dans le Pléistocène des Bermudes.
- Testudo bulgarica Amiranashvili & Chkhikvadze, 2000

Testudinidé.